# Nkambe jezici
Nkambe jezici, podskupina od (7) mbam-nkam jezika, šira skupina narrow grassfields, nigersko-kongoanska porodica. Nkambe jezici rašireni su na području Kameruna. Predstavnici su: 
- Dzodinka ili adere [add], 2.600 u Kamerunu (2000); Nigerija.
- Kwaja [kdz], 2.980 (2000).
- Limbum [lmp],  73.000 u Kamerunu (1982 SIL); Nigerija
- Mbe’ ili Mbo’ [mtk], 1.490 (2000).
- Mfumte ili nfumte [nfu], 24.700 (1982 SIL).
- Ndaktup 2.980 (2000),
- Yamba [yam]; 40.800 u Kamerunu (2000); Nigerija

## Vanjske poveznice
- Ethnologue (14th)
- Ethnologue (15th)